# Lucilia infernalis
Lucilia infernalis este o specie de muște din genul Lucilia, familia Calliphoridae. A fost descrisă pentru prima dată de Villeneuve în anul 1914. Conform Catalogue of Life specia Lucilia infernalis nu are subspecii cunoscute.